# 유럽 고속도로 9호선

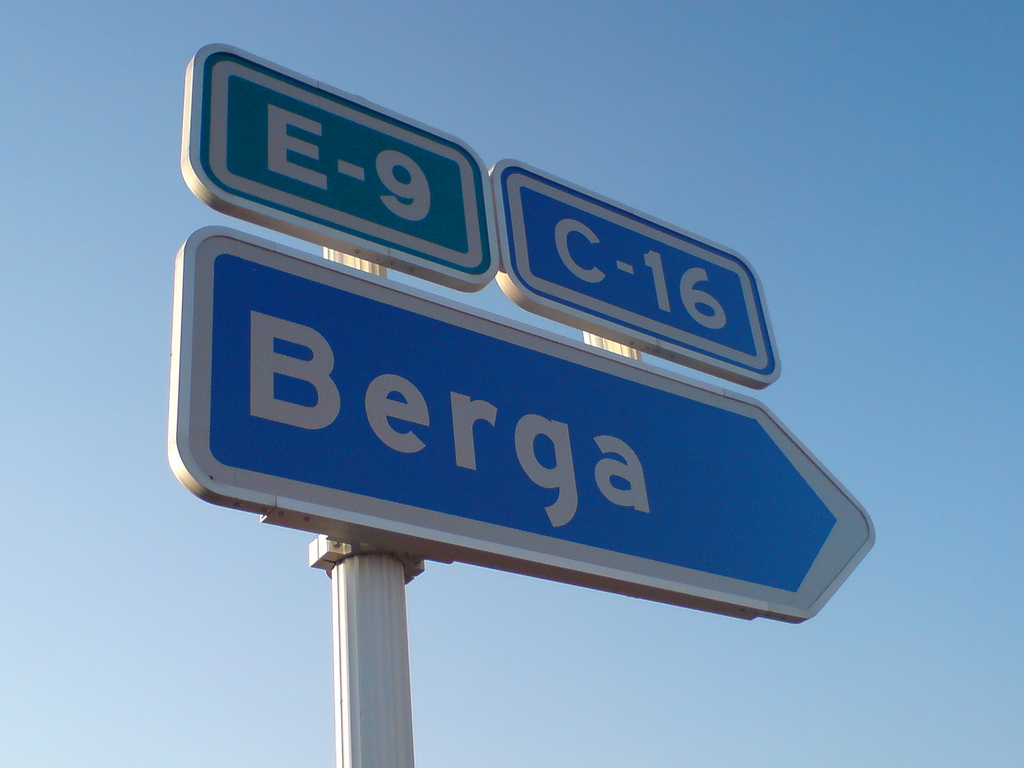
E09호선과 C-16 간선도로의 실제 표지판.

유럽 고속도로 09호선(European route E9)은 프랑스의 오를레앙에서 스페인의 바르셀로나까지 이어주는 유럽 고속도로 노선으로, 총 연장은 967 km이다. 다른 명칭으로는 E09호선 또는 유럽 고속도로 9호선을 가리킨다. 중간에는 안도라를 경유하고 있다.

## 경로

### 프랑스, 안도라
프랑스와 안도라를 경유하고 있는 E09호선의 주요 경유지는 아래와 같다.
- 오토루트 71호선(영어판, 프랑스어판) : 오를레앙 - 비에르종
- 오토루트 20호선(영어판, 프랑스어판) : 비에르종 - 샤토루 - 리모주 - 카오르 - 몽토방 - 툴루즈
- 오토루트 61호선(영어판, 프랑스어판) : 툴루즈 - A66 분기점
- 오토루트 66호선(영어판, 프랑스어판) : A61 분기점 - 푸아
- 프랑스 20번 국도(영어판, 프랑스어판) : 푸아 - 엑스레테름 - 안도라 및 스페인 국경

### 스페인
- C-16 간선도로 : 프랑스 및 안도라 국경 - 베르가(영어판, 스페인어판) - 만레사 - 테라사 - 바르셀로나